# Paradoxurinae
De Paradoxurinae of palmrollers  zijn een onderfamilie van de civetkatachtigen die uitsluitend in de tropische gebieden van Azië voorkomen. Ze lijken op civetkatten maar ze zijn wat plomper en zij hebben het formaat van een huiskat. Tot deze groep behoren de beermarter, loewak (palmroller of koffierat) en de witsnorpalmroller. Van de meeste soorten is niet zoveel bekend.
De Owstonpalmroller en de Celebespalmroller zijn echter lid van een andere onderfamilie. En de Pardelroller behoort zelfs tot zijn eigen niet nauw verwante familie, de pardelrollers.
Veel soorten hebben een verborgen, nachtelijke leefwijze. De naam roller wordt in het Nederlands en het Duits gebruikt en verwijst naar het feit dat de dieren overdag stijf opgerold in hun hol liggen te slapen. Mogelijk verwijst het ook naar stiekem, diefachtig gedrag wat ook in het woord  zakkenroller tot uiting komt.

## Indeling
De onderfamilie Paradoxurinae of palmrollers heeft de volgende geslachten en soorten:

- Arctictis
  - Beermarter (Arctictis binturong)
- Arctogalidia
  - Driestrepige palmroller (Arctogalidia trivirgata)
- Macrogalidia
  - Celebespalmroller (Macrogalidia musschenbroekii)
- Paguma
  - Gemaskerde larvenroller (Paguma larvata)
- Paradoxurus
  - Loewak (Paradoxurus hermaphroditus)
  - Zuid-Indiapalmroller (Paradoxurus jerdoni)
  - Sri Lanka-palmroller (Paradoxurus zeylonensis)